# Carlo Maria Pedicini
Carlo Maria Pedicini (ur. 2 listopada 1769 w Benewencie, zm. 19 listopada 1843 w Rzymie) – włoski kardynał.

## Życiorys
Urodził się 2 listopada 1769 roku, jako syn Dionisia Pediciniego i Beatrice Vulcano. Studiował prawo na Collegio Nazareno, a następnie dyplomację na Papieskiej Akademii Kościelnej. Po studiach wstąpił na służbę do Kurii Rzymskiej i został m.in. referendarzem Najwyższego Trybunału Sygnatury Apostolskiej a także relatorem Świętej Konsulty. 19 marca 1815 roku przyjął święcenia diakonatu, a tydzień później – prezbiteratu. 10 marca 1823 roku został kreowany kardynałem prezbiterem i otrzymał kościół tytularny Santa Maria in Via. W latach 1826–1830 pełnił funkcję prefektem Kongregacji ds. Kościelnych Immunitetów, a od 1830 roku do śmierci – prefektem Kongregacji ds. Obrzędów. 5 lipca 1830 roku został podniesiony do rangi kardynała biskupa i otrzymał diecezję suburbikarną Palestriny. 15 sierpnia przyjął sakrę. w latach 1831–1834 był prefektem Kongregacji Rozkrzewiania Wiary, a w okresie 1834–1843 był wicekanclerzem Kościoła Rzymskiego. W 1840 roku, z racji objęcia diecezji Porto-Santa Rufina został subdziekanem Kolegium Kardynalskiego. Zmarł 19 listopada 1843 roku w Rzymie.